# Mompeo
Mompeo település Olaszországban, Lazio régióban, Rieti megyében. Lakosainak száma 508 fő (2023. január 1.). Mompeo Castelnuovo di Farfa, Monte San Giovanni in Sabina, Montenero Sabino, Salisano, Poggio Nativo és Casaprota községekkel határos.

## Népesség
A település lakossága az elmúlt években az alábbi módon változott:
| Lakosok száma | 525  | 503  | 508  |
|               | 2017 | 2018 | 2023 |